# らんばちゃん
らんばちゃんは、長崎がんばらんば国体のマスコットキャラクター。がんばくんは幼馴染。県政の広報活動を担う。島原市ではラッピングバスも運行された。

## プロフィール
- 出身 - 長崎生まれ長崎育ち[3]
- 誕生日 - 11月1日[6][2]
- 役職 - 長崎がんばらんば隊 副隊長[2]
- 性格 - いつも明るく、元気がない人を見ると応援してしまう[6][2]
- 趣味 - 長崎の教会めぐり[6][2]
- 好きな場所 - 長崎の歴史文化あふれる町並み[2]